# Pierre-Marie Durand
 Pierre-Marie Durand (1861-1951) est un chef d'entreprise français du secteur de l'électricité, qui a fondé et développé le groupe L'Énergie industrielle.

## Biographie
Né le 22 août 1861 à L'Arbresle, commune du Rhône et de la région Rhône-Alpes, Pierre-Marie Durand est le fils d'un autre Pierre-Marie Durand, huissier à l'Arbresle et rentier. Sa mère, veuve depuis 1871, se remaria avec Étienne Antoine Laval.
Après des études de droit qui débouchent sur la licence, il ouvre un cabinet d'avoué à Lyon en 1891 et épouse quatre ans plus tard Louise- Jeanne Devillaine, fille de petits notables, avec qui il a deux enfants.
Il décide de se lancer dans les affaires à presque 40 ans comme entrepreneur de travaux publics et administrateur de tramways, en 1906, au moment de la fondation de la Compagnie centrale de tramways électriques et de celle de L'Énergie industrielle, dont il fera l'un des deux premiers groupes de production et de distribution d'électricité avant la nationalisation et la création d'Électricité de France. 
Une trentaine d’exploitations touchaient aussi bien l’hydraulique que le thermique, la production que le transport. Le groupe Durand rachète 61 sociétés en 40 ans, qui lui valent les surnoms de « Roi du kilowatt », « l'Homme aux sept châteaux », ou encore « le Milliardaire ». Domicilié place Bellecour à Lyon, titulaire de la légion d'honneur il a aussi exercé la fonction de maire de Bombon, en Seine-et-Marne. 
Pendant l'occupation, il aide la Résistance, mettant même à sa disposition un étage de ses immeubles de Lyon. En 1948, il est emprisonné à 87 ans, puis bénéficie d'un non-lieu, après versement au Trésor public d'une somme transactionnelle de 500 millions de francs.
À son décès, survenu à Paris le 18 juillet 1951, la commune de L'Arbresle hérite de la somme de 250 millions de francs, le tiers de l'actif de la succession. Son frère cadet, Barthélémy, formé à l'École navale de Brest, fut maire d'Étampes et président du conseil général de Seine-et-Oise.